# Wojciech Samoliński
Wojciech Zbigniew Samoliński (ur. 1 grudnia 1953 w Gdańsku) – polski przedsiębiorca i wydawca, działacz opozycji demokratycznej w okresie PRL.

## Życiorys
W 1976 został absolwentem Wydziału Ekonomiki Produkcji Uniwersytetu Gdańskiego, w 1979 ukończył studia z zakresu filozofii na Katolickim Uniwersytecie Lubelskim.
W działalność opozycyjną zaangażował się jeszcze w okresie liceum, zajmując się rozrzucaniem ulotek (wspólnie z Aleksandrem Hallem, Grzegorzem Grzelakiem i Arkadiuszem Rybickim). Od 1976 współpracował z Komitetem Obrony Robotników, pisywał go związanego z RMP "Bratniaka". W latach 1977–1980 redagował katolickie czasopismo "Spotkania". W 1980 wstąpił do "Solidarności", był sekretarzem regionalnego zespołu ekspertów i rzecznikiem zarządu regionu związku. Po wprowadzeniu stanu wojennego został internowany 13 grudnia 1981, zwolniono go po około roku. Do końca lat 80. działał w strukturach NSZZ "S", od 1985 wchodząc w skład tymczasowego zarządu regionu. Był też organizatorem dystrybucji i druku drugoobiegowego pisma "Informator". Pracował w tym czasie w dziale wydawniczym KUL.
Na początku lat 90. pracował jako redaktor naczelny "Głosu Świdnika" i zastępcza redaktora naczelnego gazety "Ekspres Fakty". Następnie zajął się własną działalnością gospodarczą w branży wydawniczej. Do 2002 był członkiem ROAD, Unii Demokratycznej i Unii Wolności.
W 2008 odznaczony Krzyżem Komandorskim Orderu Odrodzenia Polski.